# Ipatinga
Ipatinga est une commune brésilienne de l'est de l'État du Minas Gerais, localisée à 209 km à l'est de Belo Horizonte. Son centre est situé à une altitude de 220 mètres. Sa population était de 239 468 habitants au recensement de 2010, et de 257 345 habitants en 2015 selon l'estimation de l'institut brésilien de Géographie et Statistique. En 2010, 236 968 habitants étaient situés en zone urbaine, dont l'étendue est de 22,9 km2, tandis que 2 500 habitants étaient situés en zone rurale, dont l'étendue est de 142,0 km. La commune s'étend sur 164,9 km2.

## Maires
| Période | Période | Identité              | Étiquette | Qualité |
| ------- | ------- | --------------------- | --------- | ------- |
| 1989    | 1992    | Chico Ferramenta      | PT        |         |
| 1993    | 1996    | João Magno            | PT        |         |
| 1997    | 2004    | Chico Ferramenta      | PT        |         |
| 2005    | 2009    | Sebastião Quintão     | PT        |         |
| 2009    | 2010    | Robson Gomes da Silva | PPS       |         |
| 2010    | 2010    | Nilton Manoel         | PMDB      |         |
| 2010    | 2012    | Robson Gomes da Silva | PPS       |         |

## Sport
- Stade municipal João Lamego Netto

## Personnalités liées
- Josimar Rodrigues Souza Roberto (1987-), footballeur
- Junior Messias, footballeur